# Campeonato Africano de Atletismo de 2016 - Lançamento de dardo feminino
A prova do lançamento de dardo feminino do Campeonato Africano de Atletismo de 2016 foi disputada no dia 25 de junho  no Kings Park Stadium  em Durban, na África do Sul. Participaram da prova 11 atletas sendo que 10 concluíram a prova. 

## Recordes
Antes desta competição, os recordes mundiais e do campeonato nesta prova eram os seguintes:
|                       | Nome              | Nacionalidade | Distância | Local       | Data                   |
| --------------------- | ----------------- | ------------- | --------- | ----------- | ---------------------- |
| Recorde mundial       | Barbora Špotáková | Chéquia       | 72m 28cm  | Estugarda   | 13 de setembro de 2008 |
| Recorde do campeonato | Sunette Viljoen   | África do Sul | 65m 32cm  | Marraquexe  | 13 de agosto de 2014   |
| Recorde africano      | Sunette Viljoen   | África do Sul | 69m 35cm  | Nova Iorque | 9 de junho de 2012     |

## Medalhistas
| Ouro                  | Prata                | Bronze                     |
| Sunette Viljoen (RSA) | Jo-Ane van Dyk (RSA) | Pascaline Adanhoegbe (BEN) |

## Cronograma
Todos os horários são locais (UTC+2). 
| Data        | Hora  | Evento |
| ----------- | ----- | ------ |
| 25 de junho | 19:05 | Final  |

## Resultado final
| Posição           | Atleta               | Nacionalidade   | Distância | Notas            |
| ----------------- | -------------------- | --------------- | --------- | ---------------- |
| Medalha de ouro   | Sunette Viljoen      | África do Sul   | 64.08     |                  |
| Medalha de prata  | Jo-Ane van Dyk       | África do Sul   | 56.22     |                  |
| Medalha de bronze | Pascaline Adanhoegbe | Benim           | 54.88     | Recorde nacional |
| 4                 | Kelechi Nwanaga      | Nigéria         | 53.45     |                  |
| 5                 | Lucy Aber            | Uganda          | 51.54     |                  |
| 6                 | Megan Wilke          | África do Sul   | 50.90     |                  |
| 7                 | Jessika Rosun        | Ilhas Maurícias | 48.90     |                  |
| 8                 | Vanessa Collin       | Ilhas Maurícias | 47.08     |                  |
| 9                 | Zuta Mary Nartey     | Gana            | 45.40     |                  |
| 10                | Stella Jenny Vieira  | Congo           | 33.79     |                  |
| 11                | Hiwot Alemu          | Etiópia         | DNS       |                  |

Legenda
| Recorde mundial       | Recorde mundial (World record)               |                       | Recorde africano                      | Recorde africano (African) |                                           | Q | Classificado por posição (Qualified) |
| Recorde do campeonato | Recorde do campeonato (Championship record)  | Recorde da América    | Recorde da América (Americas)         | q                          | Classificado por melhor tempo (Qualified) |   |                                      |
| Melhor marca do ano   | Melhor marca do ano (World leading)          | Recorde asiático      | Recorde asiático (Asian)              | DNS                        | Não largou (Did not start)                |   |                                      |
| Recorde nacional      | Recorde nacional (National record)           | Recorde europeu       | Recorde europeu (European)            | DNF                        | Não terminou (Did not finish)             |   |                                      |
| Recorde pessoal       | Recorde pessoal do atleta (Personal best)    | Recorde da Oceania    | Recorde da Oceania (Oceania)          | DSQ / DQ                   | Desclassificado (Disqualified)            |   |                                      |
| Recorde da temporada  | Recorde da temporada do atleta (Season best) | Recorde sul-americano | Recorde sul-americano (South America) | NM                         | Sem marca (No mark)                       |   |                                      |